# Edward Lloyd (1er baron Mostyn)
Pour les articles homonymes, voir Edward Lloyd (homonymie) et Lloyd.
Edward Pryce Lloyd, 1er baron Mostyn (17 septembre 1768 - 3 avril 1854), connu sous le nom d'Edward Lloyd, 2e baronnet de 1795 à 1831, est un homme politique britannique.

## Biographie
Il est le fils de Bell Lloyd de Pontryffyd et Bodfach et succède à son oncle Edward Pryce Lloyd, 1er baronnet, en tant que second baronnet de Pengwerra en 1795, selon un reste spécial dans les lettres patentes. En 1794, il épouse Elizabeth, troisième fille de Roger Mostyn (5e baronnet).
Il est haut shérif du Flintshire pour 1796, haut shérif du Caernarvonshire pour 1797 et haut shérif du Merionethshire pour 1804. En 1806, il est élu à la Chambre des communes pour Flint Burghs, siège qu'il occupe jusqu'en 1807 et de nouveau de 1812 à 1831 et représente également Beaumaris entre 1807 et 1812. En 1831, après que sa femme ait hérité des principaux domaines de son frère Thomas Mostyn, 6e baronnet, mort célibataire, il est élevé à la pairie en tant que baron Mostyn, de Mostyn, dans le comté de Flint.
Il vit à Pengwern, entre Rhuddlan et St Asaph dans le Flintshire, dans une maison construite par son grand-oncle, Edward Lloyd. Un guide de la région publié en 1847 le décrit comme «un véritable Gallois [qui] parle couramment la langue de son pays», ajoutant que «sa seigneurie garde deux meutes de chiens pour le plaisir de ses amis et de la gentry voisine; et bien que dans la 78e année de son âge, il manque rarement de monter son écarlate, surtout si les chiens se trouvent à moins de huit ou dix miles de son manoir.".
En 1840, un groupe d'amis et d'admirateurs lui offre un portrait de lui-même, peint par Mary Martha Pearson.
Lord Mostyn est décédé en avril 1854, à l'âge de 85 ans, et son fils Edward Lloyd-Mostyn (2e baron Mostyn) lui succède.